# Kazumoto Machijiri
Le vicomte Kazumoto Machijiri (町尻 量基, Machijiri Kazumoto) (30 mars 1889 - 10 décembre 1950) est un général de l'armée impériale japonaise durant la seconde guerre sino-japonaise.

## Biographie
Machijiri est le quatrième fils du kuge Mibu Motonaka (1835–1906) d'une famille noble de l'ancienne cour de Kyoto. Il est adopté par le vicomte Machijiri Kazuhiro, selon le système de noblesse kazoku, et hérite du titre. Sa femme est la fille aînée du prince Kaya Kuninori, Yukiko.
Machijiri sort diplômé de la 21e promotion de l'académie de l'armée impériale japonaise en 1909 où ses camarades de classe sont Kanji Ishiwara, Jō Iimura et Harukichi Hyakutake. Il sort plus tard diplômé de la 29e promotion de l'école militaire impériale du Japon en 1917. Il est attaché militaire en France de 1919 à 1921 et participe aux négociations du traité de Versailles. Il est ensuite officier résident à Paris de 1921 à 1923, puis de nouveau de 1925 à 1926.
Machijiri est l'aide de camp de l'empereur du Japon de 1930 à 1935. De 1935 à 1936, il commande le régiment d'artillerie de la garde impériale et sert comme chef des affaires de l'armée au bureau des affaires militaires du ministère de la Guerre de 1936 à 1938.
Au début de la seconde guerre sino-japonaise, Machijiri est de nouveau nommé aide de camp de l'empereur Hirohito en 1937 mais est vite transféré pour devenir vice-chef d'État-major de l'armée régionale japonaise de Chine du Nord. Il retourne au Japon l'année suivante où il est posté à l'État-major de l'armée impériale japonaise mais est renvoyé sur le front de 1939 à 1941 en tant que commandant de la 6e division. De 1941 à 1942, il est inspecteur général de la section des armes chimiques. 
En 1942, Machijiri est nommé commandant de l'armée de garnison d'Indochine. Rappelé au Japon en 1944, il survit à la guerre et se retire en 1945.